# August Schmidt (Maler)
Friedrich August Schmidt (geboren 17. Juli 1795 in Cuba bei Gera; gestorben 5. Januar 1866 in Hannover) war ein deutscher Miniaturporträt- und Porträt-Maler, Porzellanmaler und Lithograf.

## Leben
Friedrich August Schmidt hatte direkten Zugang zum hannoverschen Hof: Unter seinen zahlreichen Porträts findet sich unter anderem eines des Kronprinzen und späteren Königs Georg V.
Laut dem Adreßbuch der königlichen Residenzstadt Hannover auf das Jahr 1840 wohnte der Porträtmaler im Haus Osterstraße 330 im 4. Stockwerk.
Der Grabstein des Künstlers sowie von Elisabeth Schmidt, geborene Röder (20. März 1803 – 30. Mai 1883) findet sich auf dem Hehlentorfriedhof (östlicher Teil) in Celle.

## Bekannte Werke

### Hannover

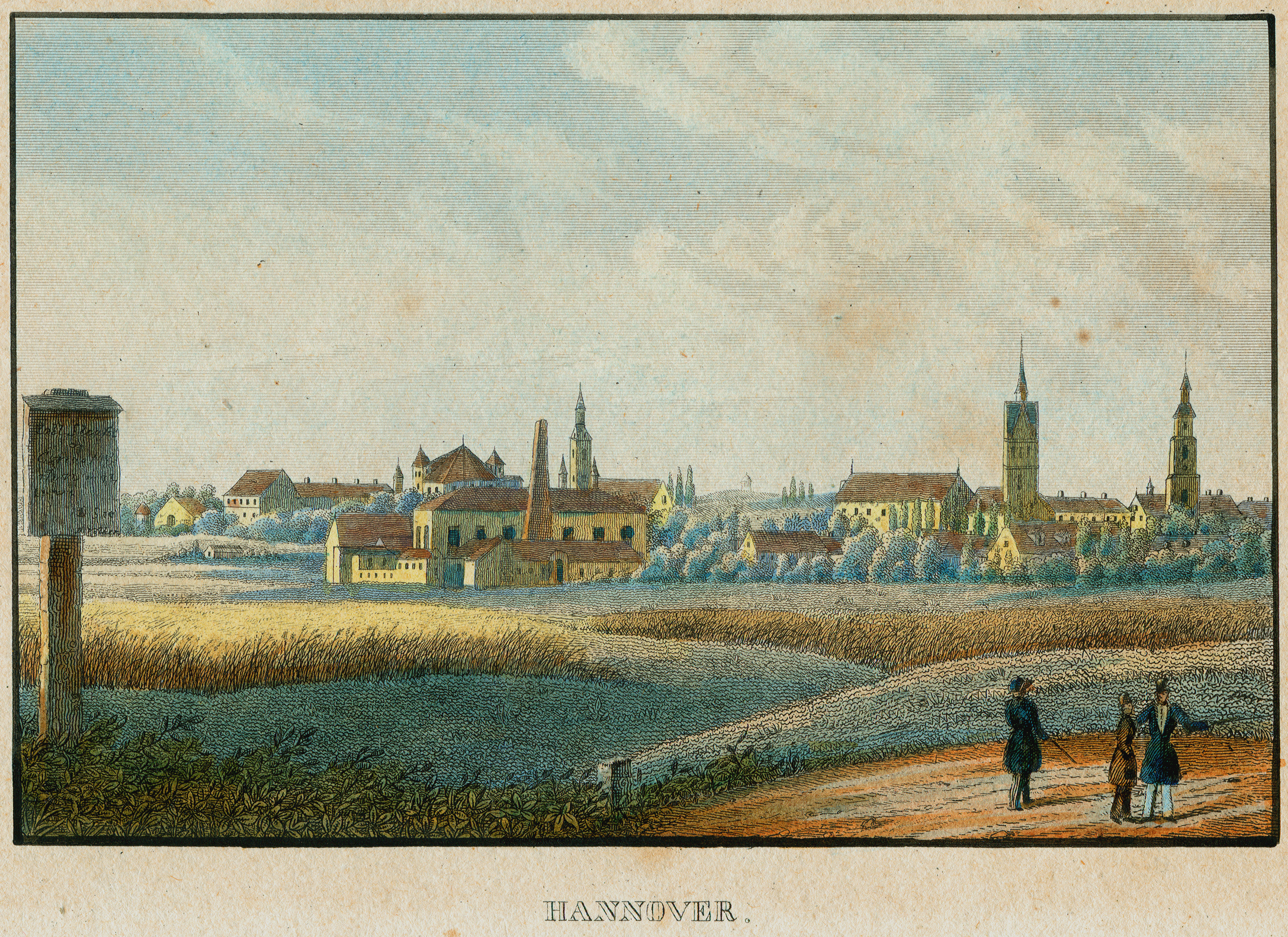
Mutmaßlich von dem Stahlstecher D. Völker nach einer um 1830 gefertigten Lithographie des Friedrich August Schmidt. Der Blick geht hier von der "Zoll Straße mit dem Grenzstein am Zusammentreffen der (heutigen) Blumenauer Straße und der Limmerstraße am ehemaligen Küchengarten(-Platz) in Linden hinüber zur Gasanstalt der Imperial Continental Gas Association in der Glocksee. Im Hintergrund ist die Silhouette von Hannover zu sehen, die der Stahlstecher – aus Unkenntnis der tatsächlichen Gebäude(verhältnisse) – zum Teil frei nach der Vorlage interpretiert hat …

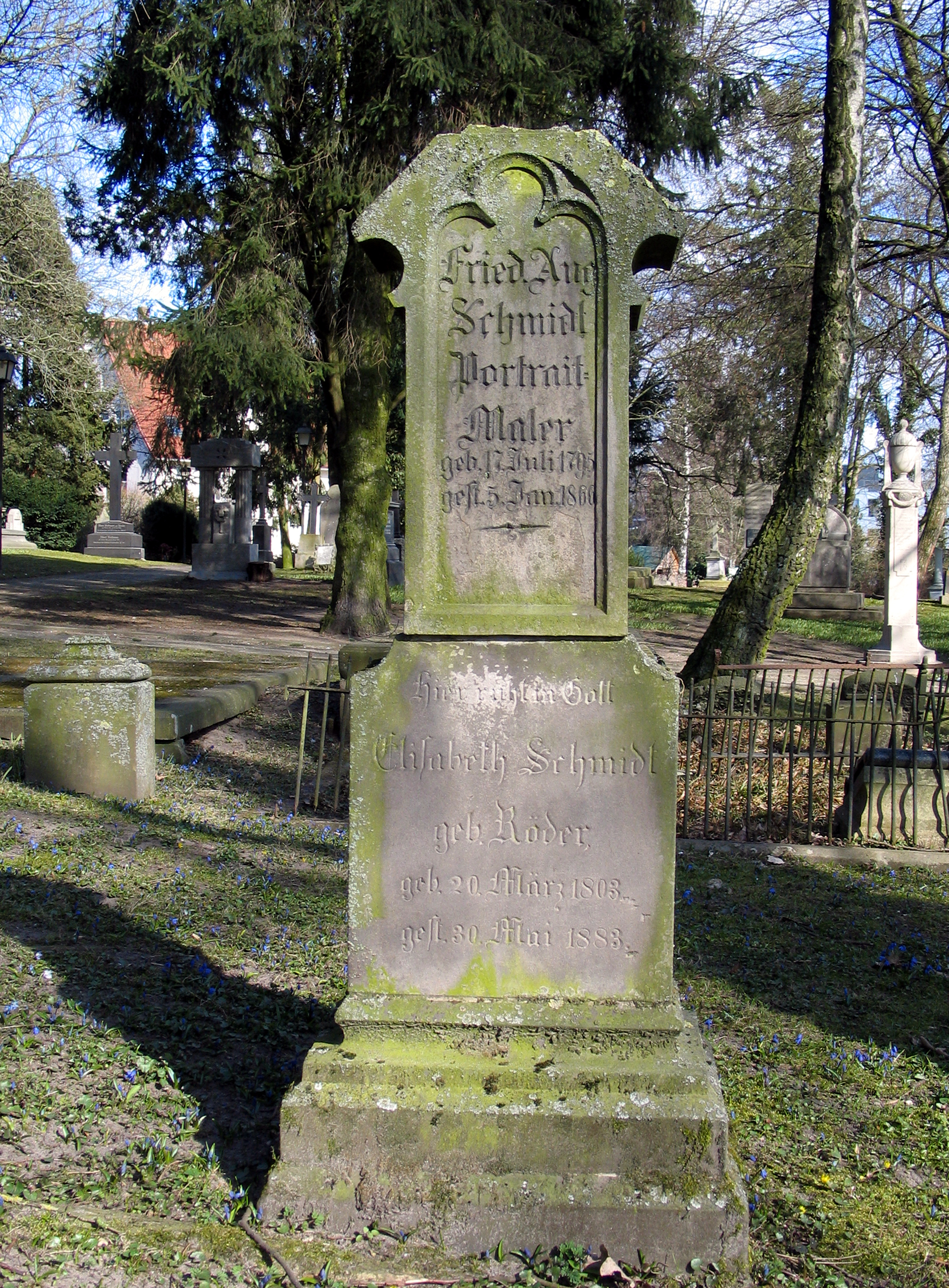
Grabmal des Malers und der Elisabeth Schmidt, geborene Röder (20. März 1803 – 30. Mai 1883) auf dem Hehlentorfriedhof (östlicher Teil) in Celle

Im Besitz des Historischen Museums Hannover finden sich mehrere kolorierte Lithographien:
- 1830: Das Ständehaus an der Osterstraße: Die hannoverschen Landstände hatten das Gebäude 1710/11 für ihre Zusammenkünfte errichten lassen. Die Lithografie zeigt das Haus von der Georgstraße aus mit Sperrketten, die jedoch in den Revolutionswirren 1848 abgenommen wurden, damit sie die berittenen Gendarmen nicht beim Vorgehen gegen die unruhigen Menschenmengen behinderten. Das Gebäude selbst musste 1881 Geschäftshäusern an der Ständehausstraße weichen.[2]
- um 1830: Der Küchengarten-Platz in Linden, wo sich zum Zeitpunkt der Zeichnung lediglich Kornfelder befanden. Im Hintergrund ist die Silhouette Hannovers zu sehen, davor der Schornstein der 1826 in der Glocksee errichteten Gasanstalt der englischen Gesellschaft. Das Grundstück war zuvor von Johann Egestorff erworben worden.[2][5][6]
- 1830: Die Calenberger Straße in der Calenberger Neustadt, die sich in der kolorierten Lithografie als bevorzugter Wohnort der höfischen Adels präsentiert,[2] insbesondere mit dem Dachenhausen-Palais.[5][6]

Im Besitz des Landesmuseums Hannover finden sich folgende kolorierte Lithografien:
- um 1830: Das Clevertor, kolorierte Lithografie mit Blick in die Stadt, rechts und links des Tores die 1778 gegründete Tierarzeneyschule, Vorläuferin der heutigen Tierärztlichen Hochschule Hannover; im Hintergrund ist das klassizistische 1789 auf einer ehemaligen Bastion der Stadtbefestigung Hannovers errichtete und 1858 wieder abgebrochene Militärhospital zu sehen, Vorläufer des späteren „Standortlazaretts“ in der Adolfstraße[5]

### Berlin
- 1837: Großes Stadtprospekt der Straße Unter den Linden in Berlin, Blick von der Alten Wache über das Zeughaus, die Schlossbrücke, das Alte Museum und den Dom; Öl auf Papier, 78 cm × 136 cm[7]